# Eulophia speciosa
Eulophia speciosa là một loài lan được tìm thấy ở Ethiopia đến Nam Phi và ở Yemen và Ả Rập Xê Út.

## Ảnh

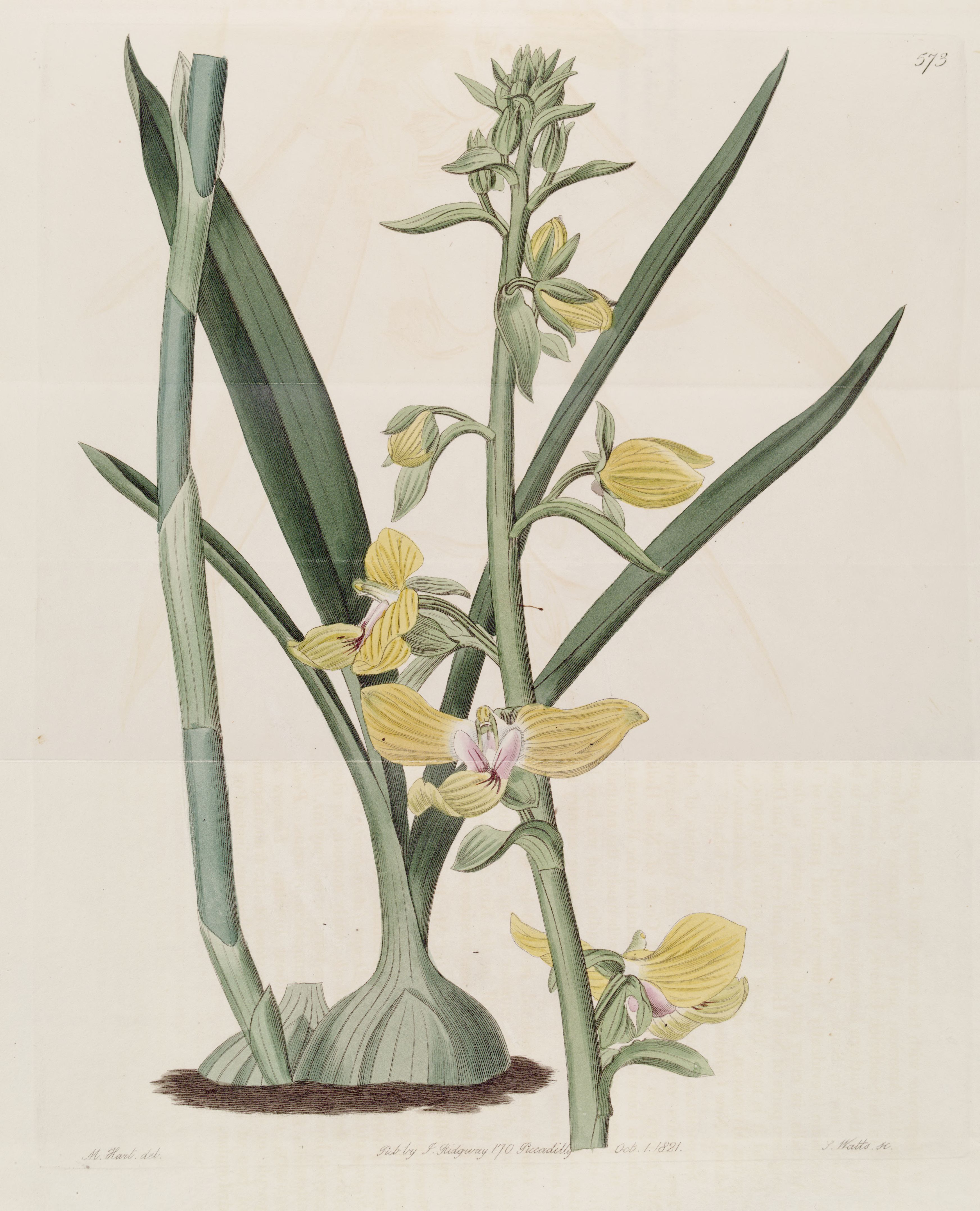
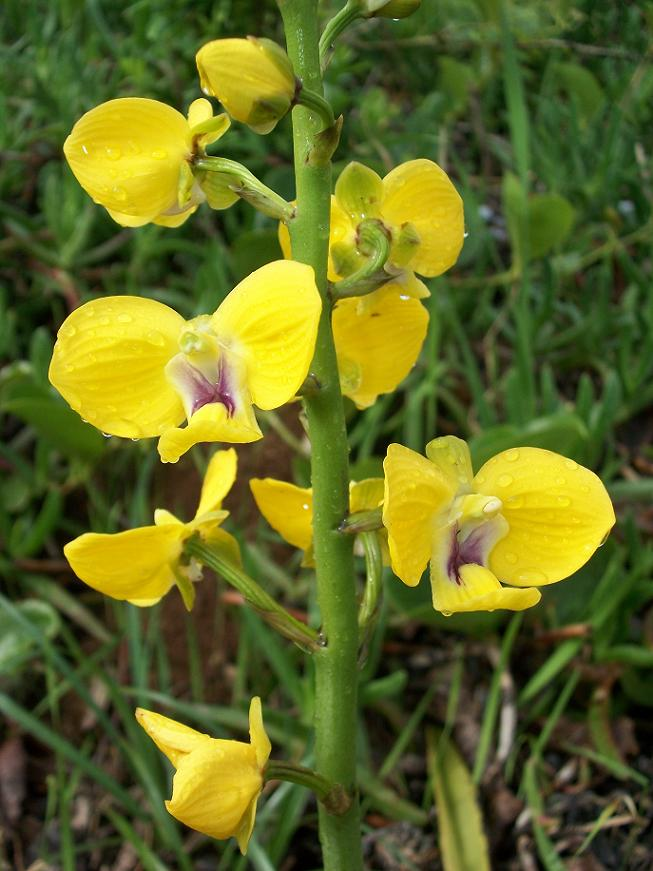
Eulopia speciosa from Amanzimtoti, South Africa
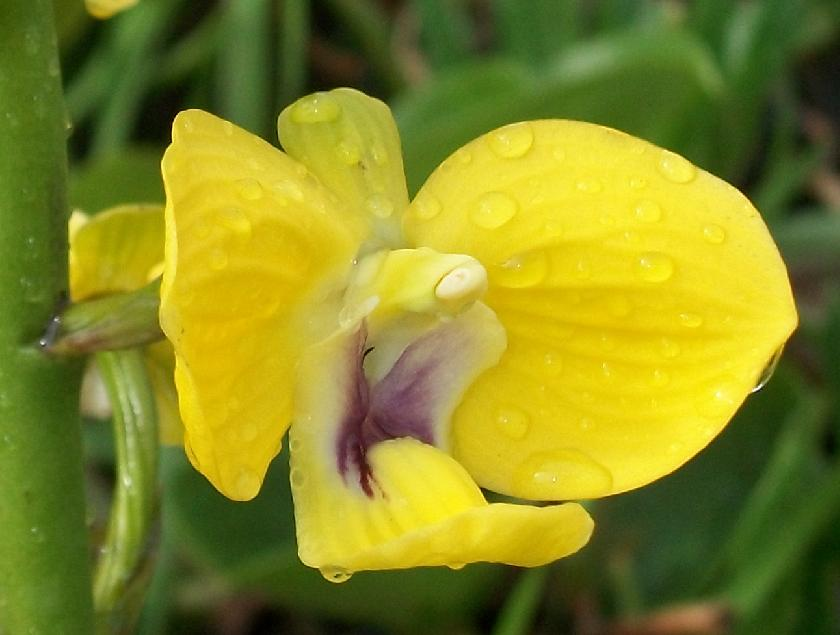
Close-up of a flower
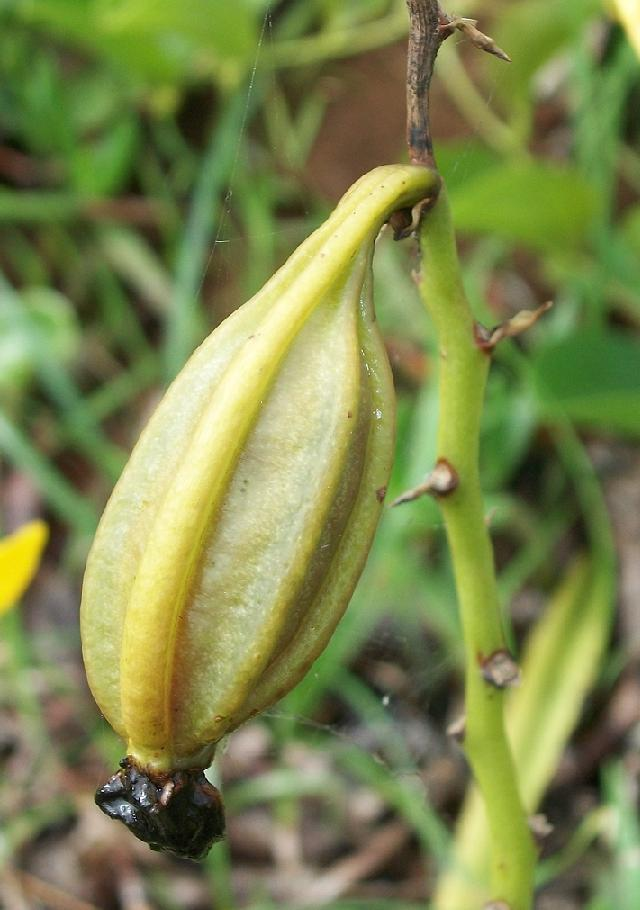
'Fruit' of Eulophia speciosa

## Tên đồng nghĩa
Lissochilus speciosus R.Br. ex Lindl. is the basionym. Other synonyms include:
- Cymbidium giganteum (L.f.) Sw.
- Cyrtopera gigantea (L.f.) Lindl.
- Epidendrum giganteum (L.f.) Poir
- Eulophia austrooccidentalis Sölch
- Eulophia brevisepala (Rendle) Summerh.
- Eulophia caloptera (Rchb.f.) Summerh.
- Eulophia coutreziana Geerinck
- Eulophia dispersa N.E.Br.
- Eulophia granitica (Rchb.f.) Cufod.
- Eulophia homblei (De Wild.) Butzin
- Eulophia leucantha (Kraenzl.) Sölch
- Eulophia sapinii De Wild.
- Eulophia speciosa var. culveri Schltr.
- Eulophia volkensii (Rolfe) Butzin
- Eulophia wakefieldii (Rchb.f. & S.Moore) Summerh.
- Limodorum giganteum (L.f.) Thunb.
- Lissochilus brevisepalus Rendle
- Lissochilus calopterus Rchb.f.
- Lissochilus dispersus (N.E.Br.) Rolfe
- Lissochilus graniticus Rchb.f.
- Lissochilus hereroensis Kraenzl.
- Lissochilus homblei De Wild.
- Lissochilus leucanthus Kraenzl.
- Lissochilus rendlei Rolfe
- Lissochilus sapinii De Wild.
- Lissochilus speciosus var. culveri (Schltr.) Rolfe
- Lissochilus volkensii Rolfe
- Lissochilus wakefieldii Rchb.f. & S.Moore
- Satyrium giganteum L.f.